# Balakrishnampatti
Balakrishnampatti là một thị xã panchayat của quận Tiruchirappalli thuộc bang Tamil Nadu, Ấn Độ.

## Nhân khẩu
Theo điều tra dân số năm 2001 của Ấn Độ, Balakrishnampatti có dân số 8596 người. Phái nam chiếm 49% tổng số dân và phái nữ chiếm 51%. Balakrishnampatti có tỷ lệ 62% biết đọc biết viết, cao hơn tỷ lệ trung bình toàn quốc là 59,5%: tỷ lệ cho phái nam là 71%, và tỷ lệ cho phái nữ là 52%. Tại Balakrishnampatti, 11% dân số nhỏ hơn 6 tuổi.